# Šlechta

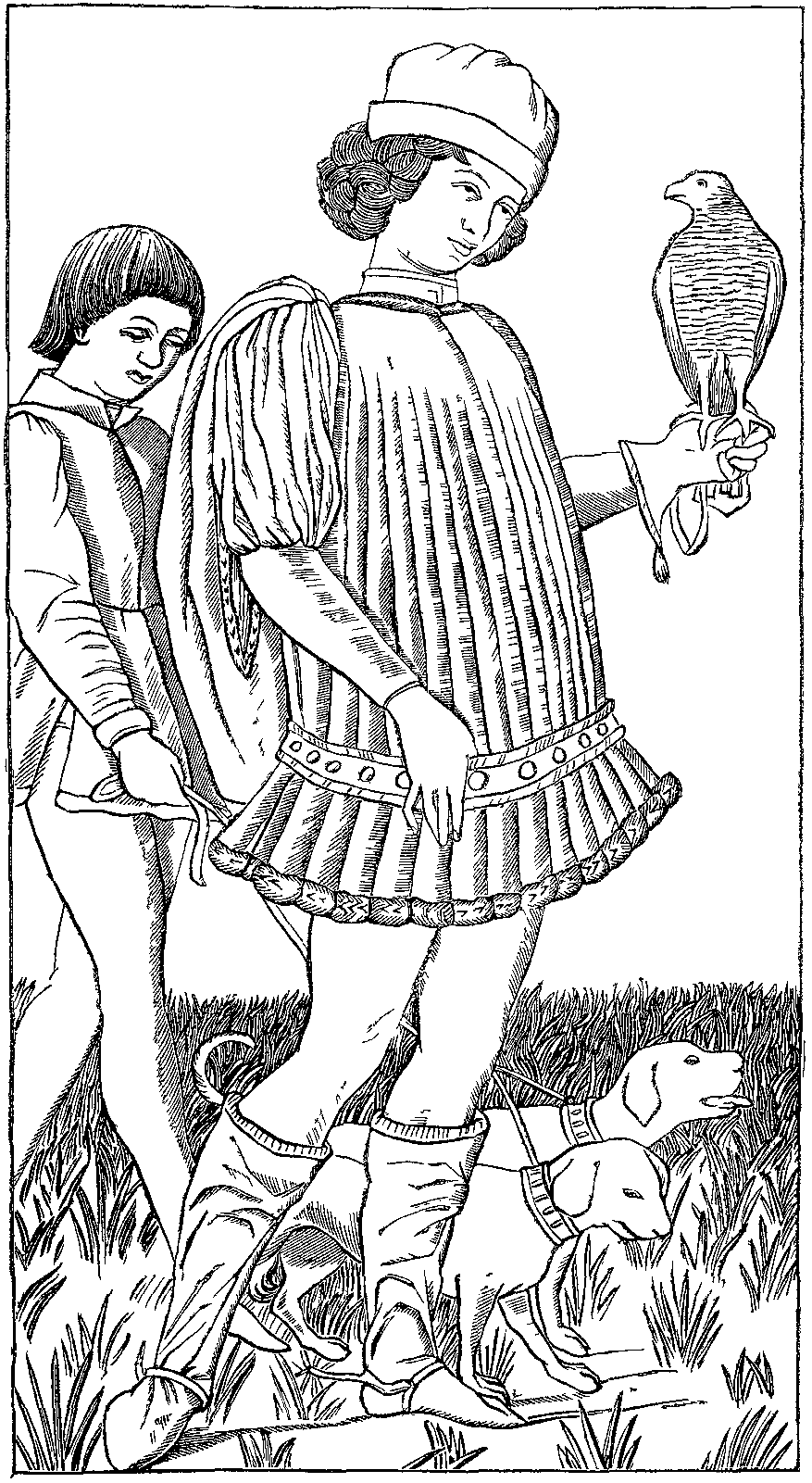
Italský šlechtic z 15. stol.

Šlechta (též nobilita či aristokracie) je mocenský, vládní stav, třída, kasta, soubor jedinců, majících mocenské, právní výsady spojené se šlechtickým titulem a zpravidla i znakem rodu – erbem ve feudální společenské formaci.
Tvořila tak základ mocenského společenského uspořádání států (zejména evropského středověku). Platnost těchto výsad měla omezení na stát, kterým byly udělena, ale čestné výsady byly často respektovány i v cizině. Příslušnost ke šlechtě souvisela původně (a zpravidla i později) s brannou povinností služby ve vojsku, ať už osobní, rodovou anebo i udržování obecné hotovosti, případně přímo určeného rozsahu počtem mužů.

## Význam
Šlechta spolurozhodovala (i když v některých dobách jen formálně, jindy ale i proti vůli vládce) o státních záležitostech v rámci šlechtické demokracie, tvořila zemský, případně říšský sněm a schvalovala jednotlivé zákony a někdy volila panovníky. V tomto smyslu byla politickým lidem. Ale v zájmu stability země a hospodářství se panovník stejně jako ostatní šlechta stával dědičným, tj. jeho potomci byli zpravidla potvrzováni sněmem a teprve po vymření panovnického rodu se volil opravdu nový panovník. Dominance panovníka nad šlechtou a naopak jsou jedním z hlavních a také z nejoblíbenějších témat dějepisu i historických uměleckých děl.

## Ve světě
Šlechta se vyskytuje prakticky u všech národů a kultur celého světa a během celé historie. Některá pravidla však se odlišovala od našich historických zvyklostí:
- V Japonsku existovaly dvě třídy šlechty, vyšší daimjó, byla třídou dědičných vlastníků půdy, nižší samurajové byli válečníky, podobně jako v Evropě rytíři.
- Čínská šlechta ve feudálních společnostech šangského a čouského období tvořila vládnoucí vrstvu; s pozdějším rozvojem byrokratického státu se stala pouze jednou ze složek společenské elity, postupně zastíněná vzdělanými úředníky.

## Zdroje vzniku
Příslušnost k této skupině vychází z několika zdrojů:
- rodového principu, je zpravidla založena manželským původem po šlechtickém otci.
- povýšení do šlechtického stavu panovníkem.
- automatické šlechtictví, dané jako jeden z požitků některých vysokých úřadů, např. bratry papežů a jejich patrilineární potomky na základě buly Urbem Romam papeže Benedikta XIV. z roku 1746.

## Podíl na obyvatelstvu
Šlechta měla různý podíl na celkovém počtu obyvatel. Podle odhadu šlechta tvořila na konci 17. a počátkem 18. století 10 % obyvatel polsko-litevské unie, 7–8 % obyvatel Španělska. Vyšší počet byl také v Uhrách (okolo 4–5 %) a v Rusku (2–3 %).
Naopak ve Francii, Itálii a v německých zemích se hustota šlechtického obyvatelstva pohybovala jen kolem 1 %. Ve Skandinávii a Anglii to bylo ještě méně. Na počátku 17. století se v Čechách šlechta podílela na skladbě obyvatelstva asi 1 % (14 tisíc šlechtických osob, z toho 13 tisíc příslušníků nižší šlechty), na Moravě to bylo o něco méně.
V druhé polovině 18. století se v Evropě ke šlechtě hlásilo přibližně 3–5 milionů osob včetně rodinných příslušníků, to znamená zhruba 3 % všech Evropanů. V Uhrách byl podle sčítání z roku 1840 poměr všech obyvatel k příslušníkům šlechty 17 : 1. V rakouských zemích tento podíl činil 350 : 1, v Lombardsku-Benátsku 300 : 1 a v Čechách dokonce 828:1.

## Počátky šlechty
Počátky šlechty souvisí obecně s přechodem od rodové společnosti. V návaznosti na ni dochází k vyčleňování úspěšných jedinců, kteří na základě svých vojenských či jiných schopností a zásluh získávají ve společnosti respekt a výsadní postavení – obdobně, jako v rámci rodu, ale v širším společenství. V zájmu stability se pak prosadila zásada dědičnosti jejich postavení.
Ustavení takové privilegované, vládnoucí vrstvy se v historii mnohokrát událo velice zřetelně a prakticky ve všech zemích, po jejich ovládnutí cizí mocností, např. Římské říše germánskými kmeny, Británie seveřany nebo později Normany, Ruska germánskými Varjagy, Bulharska turkickými Protobulhary, Čech po bitvě na Bílé Hoře[zdroj⁠?!], Indie po ovládnutí Moguly, Číny po ovládnutí Čingischánovými Mongoly, oblast Blízkého východu po dobytí Řeky vedenými Alexandrem Makedonským a podobně. Jindy ustavení šlechty proběhlo pozvolna, postupným upevněním postavení úspěšných rodů, např. ve středověkých Českých zemích, Polsku, ale i v klidných obdobích prakticky všech zemí.

## Ústup šlechty
S rozvojem průmyslové výroby došlo ke změnám ve významu vrstev obyvatelstva a liberalizaci, postupnému vyrovnání práv, resp. zmírňování rozdílů, jednotlivých skupin. Tím faktický význam šlechty pozvolna klesal až k formálnímu, čestnému stavu současnému. V některých zemích se ale moc krále a šlechty, např. panovnického rodu, zachovala, jako v některých arabských zemích.
V některých zemích ale i nyní vládne šlechtě obdobná vládnoucí vrstva v podobě stranických struktur, typických pro autoritativní státy, zejména komunistické, kde o společenských záležitostech rozhodují sbory zástupců vládnoucí vrstvy (výbory – ústřední, oblastní apod.), často na čele s panovníkem – revolučním vůdcem a jeho rodem, jako v KLDR nebo na Kubě. Obdobná mocenská (čili politická) nerovnoprávnost panuje i v dalších zemích, kde vládne jiná vydělená vrstva, teokracie, nyní zejména v Íránu[zdroj⁠?!].

## Šlechtické tituly a přídomky v současné Evropě
Existuje rozdíl mezi šlechtickým titulem (např. vladyka, svobodný pán nebo hrabě) a přídomkem ke jménu, který v mnoha státech v některých případech označoval nebo mohl, ale nemusel, označovat šlechtice (např. „z“, „von“, „de“ nebo „di“), a to dokonce ani v českých zemích.
Mezistátní uznávání titulů v Evropě bylo ale problémem až do začátku 20. století. Pokud šlechtic navštívil cizí zemi, byl jeho titul uznáván. Pokud se ale v cizí zemi usadil, přistupovalo se k uznání různě. Často mu byl přiznán nejprve nižší titul a až za několik generací vyšší.
V 21. století se uznávání šlechtických titulů přídomků (např. „von“ nebo „de“) v rámci Evropy velmi liší. A to právě i z toho důvodu, že neexistuje jednoznačné propojení mezi šlechtickým stavem a přídomkem.
Podle práva Evropské unie musí všechny členské státy uznávat příjmení občanů z jiného členského státu. Von der Leyen je tak i v Rakousku nebo Česku označována vládními úřady jako „von“.
Evropský soudní dvůr ale na žádost Rakouska rozhodl, že pokud někdo získá šlechtický titul nebo přídomek osvojením v dospělém věku, pak ta členská země, ve které jsou šlechtické tituly zakázány, může „odmítnout uznat všechny prvky příjmení státního příslušníka tohoto státu... pokud jsou opatření přijatá těmito orgány v takovém kontextu odůvodněna důvody veřejného pořádku, tedy jsou nezbytná pro ochranu zájmů, které mají zaručit a jsou přiměřená legitimně sledovanému cíli.“
- V Německu šlechtické tituly ani přídomky nepřestaly být uznávány a v současnosti jsou legální součástí příjmení německých obyvatel. Navíc v severozápadním Německu jsou rodiny s přídomkem „von“, které nemají šlechtický původ. Např. německá drogerie dm-drogerie markt GmbH + Co. KG nabízí kromě ve svém kontaktním formuláři kromě titulů jako „doktor“ nebo „profesor“ také tituly „hrabě“ a „hraběnka“.[9]
- V Rakousku jsou tituly a přídomky přísně potírány. I v případě, že žena s rakouským občanstvím získá svatbou příjmení s přídomkem, rakouský matriční úřad takovýto přídomek odmítne zapsat, nebo jej z dokladů dokonce zpětně smaže.[10] Rakouští šlechtici tuto problematiku v některých případech řeší tak, že požádají o německé občanství.[11] Drogerie dm nabízí v kontaktním formuláři pouze akademické tituly.[12]
- V Československu byly zákonem č. 61/1918 Sb. tituly a přídomky zakázány. Po roce 1945 ale z legislativy vypadly postihy za používání šlechtických titulů a přídomků[13].
- Ve Francii jsou v platnosti zákony, které chrání oprávněné nositele šlechtických titulů před jejich uzurpací[14].
- Ve Švýcarsku nejsou povoleny tituly, ale je povoleno mít přídomek „von“ nebo „de“.[15] Úřady ale brání tomu, aby nikdo nemohl získat přídomek „von“ za peníze.